# Jacobaea
Jacobaea là một chi thực vật có hoa trong họ Cúc (Asteraceae).

## Loài
Chi Jacobaea gồm các loài: